# Bruna vas
Bruna vas je naselje u slovenskoj Općini Mokronog - Trebelnu. Bruna vas se nalazi u pokrajini Dolenjskoj i statističkoj regiji Donjoposavskoj regiji. 

## Stanovništvo
Prema popisu stanovništva iz 2002. godine naselje je imalo 48 stanovnika.